# Onlay (Nièvre)
Onlay település Franciaországban, Nièvre megyében. Lakosainak száma 162 fő (2022. január 1.). Onlay Saint-Léger-de-Fougeret, Moulins-Engilbert, Préporché és Villapourçon községekkel határos.

## Népesség
A település népességének változása:
| Lakosok száma | 157  | 152  | 153  | 148  | 148  | 154  | 157  | 159  | 162  |
|               | 2013 | 2015 | 2016 | 2017 | 2018 | 2019 | 2020 | 2021 | 2022 |